# Полищук, Константин Ефимович
Константи́н Ефи́мович Полищу́к − советский военный связист, корпусной инженер, начальник Военной электротехнической академии (1932-1937), кандидат технических наук.

## Биография
Родился 29 мая 1897 года в селе Сальницы Подольской губернии в крестьянской семье. Участвовал в революционном движении с юных лет. После учёбы в сельской школе учился в землемерной школе, которую не окончил из-за преследований за революционную деятельность. 
После вступления в ряды Красной армии Полищук проходит обучение на Саратовских пулемётных курсах. Закончив курсы становится комиссаром бронепоезда, а затем комиссаром бригады и дивизии. Воевал на Восточном и Южном фронтах. В конце Гражданской войны становится начальником Пензенских пулемётных курсов.
В 1921 году назначен комиссаром Высшей военной электротехнической школы комсостава РККА, а затем Военной электротехнической академии РККА и Флотов. Здесь Полищук увлёкся радиоделом и становится слушателем, а затем адъюнктом академии. Учёба продолжалась 7 лет. 
Успешно защитив диссертацию, получает степень кандидата технических наук. После этого возглавил кафедру и электротехнический факультет Военно-технической академии имени Ф. Э. Дзержинского.
В 1932 году К. Е. Полищук назначен начальником, и, одновременно, комиссаром только что созданной Военной электротехнической академии.
В академии совмещал административную и преподавательскую работу, проводя со слушателями занятия по курсам: «Электрические машины», «Переменные токи», «Телемеханика». Также, по совместительству руководил кафедрой аэронавигации в Московском авиационном институте.  
Участник заседании РВС в июне 1937 К. Е. Полищук вспоминал :  
"В течение двух дней заседаний наблюдались прямо дьявольские происшествия: из зала заседаний наяву исчезал то один, то другой военачальники. Обнаруживалось это обычно после перерывов в заседании. До перерыва рядом с вами сидел кто-нибудь из командиров, а после перерыва вы его уже не могли обнаружить в зале... ...Все, как кролики, смотрели на Сталина и Ежова, все наэлектризованно следили за движениями Ежова и его помощников, толпившихся у входа, все следили за перешептываниями Ежова со Сталиным, все думали: «пронеси, Господи!». Над всеми царил дух обреченности, покорности и ожидания".
Репрессирован в 1937 году по ложному доносу и долгие годы работал в специальном конструкторском бюро НКВД, которым руководил Андрей Туполев.  
10 февраля 1956 года реабилитирован постановлением военного трибунала Ленинградского военного округа. После реабилитации жил в Москве и работал ведущим конструктором опытного конструкторского бюро А. Н. Туполева.
Похоронен на Рогожском кладбище.

## Звания и награды
- Орден Ленина
- Орден Красного Знамени
- Два ордена Отечественной войны 1-й степени
- Орден Красной Звезды
- Корпусной инженер
- Кандидат технических наук